# Еренфрід Вальтер Чирнгауз
Еренфрід Вальтер фон Чирнгауз (нім. Ehrenfried Walther von Tschirnhaus 10 квітня 1651 — 11 жовтня 1708) — німецький філософ, математик, фізик-експериментатор, винахідник. У деяких джерелах його називають Чирнхауз або Чирнгаузен. Іноземний член Паризької академії наук.

## Біографія і наукова діяльність

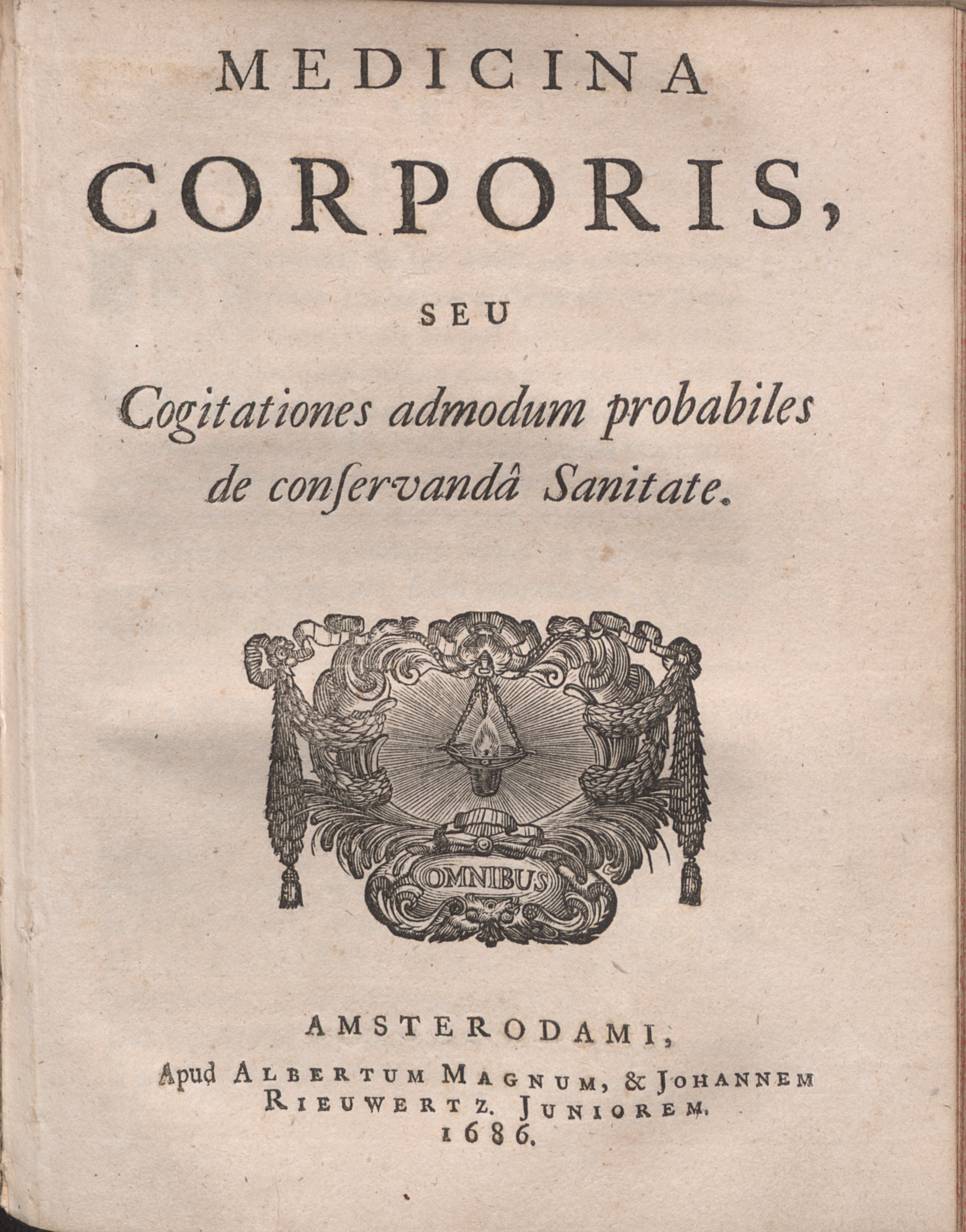
Medicina corporis, 1686

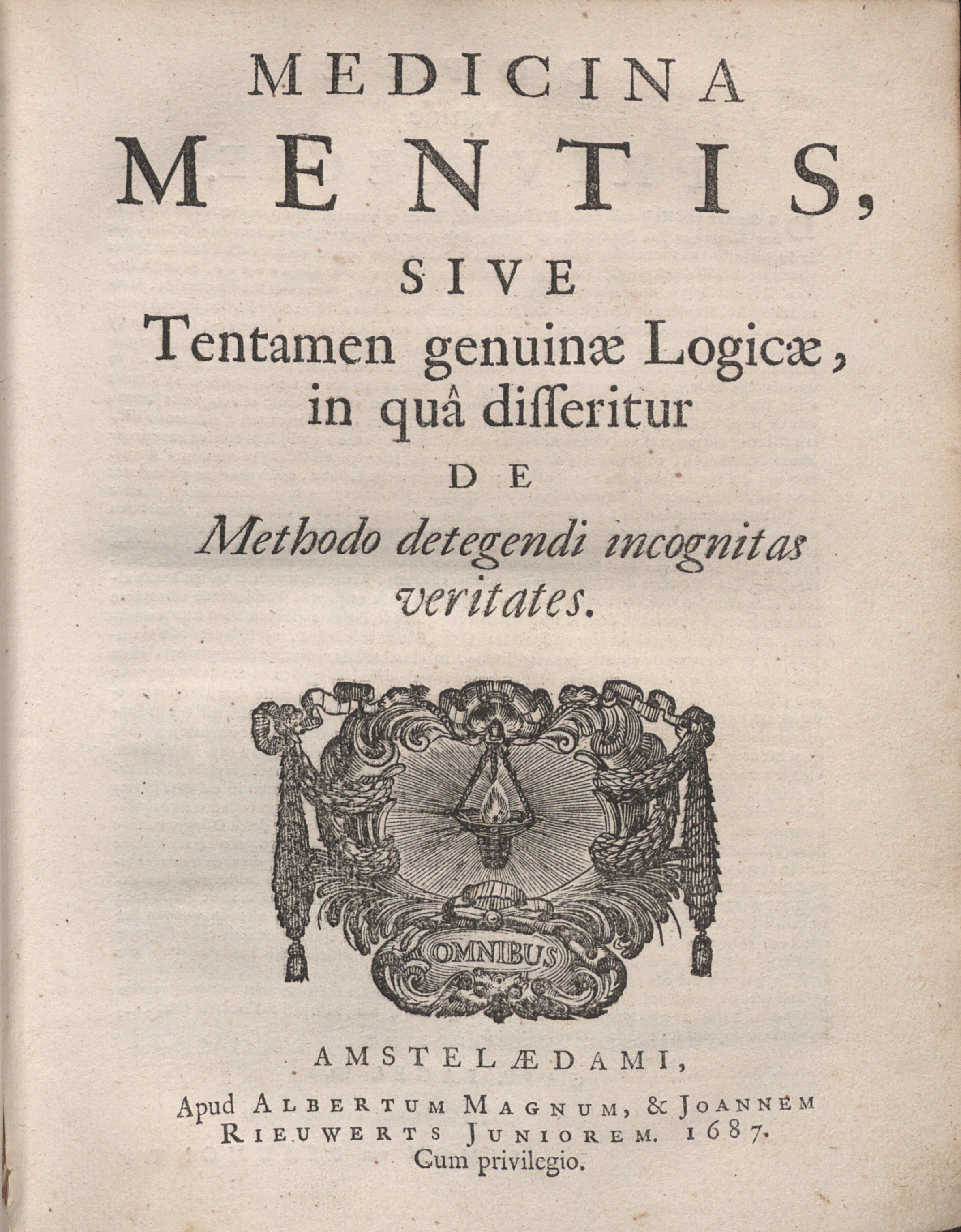
Medicina mentis, 1687

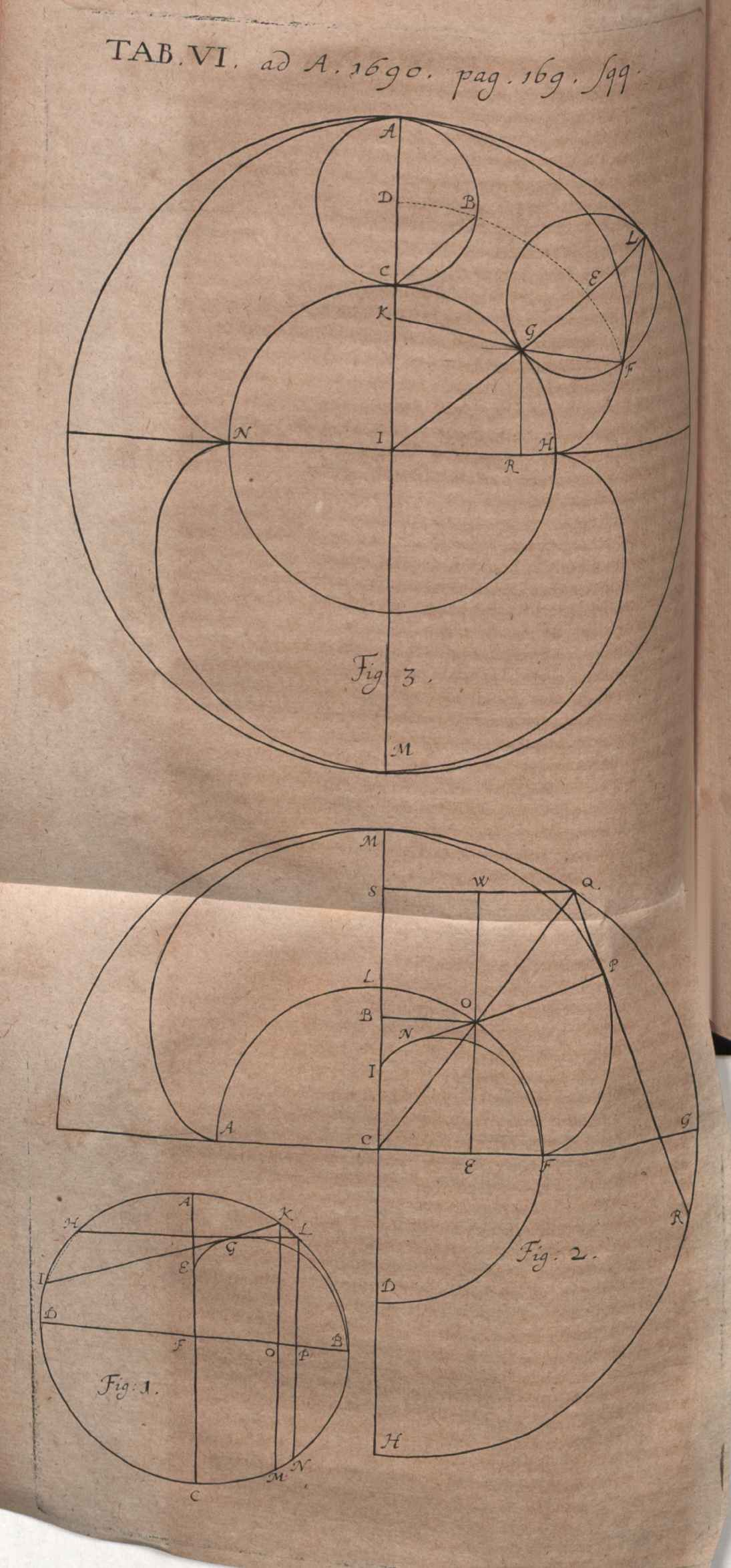
Acta Eruditorum, 1690

Початкову освіту Чирнгауз отримав на батьківщині, в Лужицькому краю, де рід його належав до місцевого старовинного дворянства, колись носив прізвище Чорноус . За покликанням і схильності до математичних наук приїхав в 1668 році в Лейден для вивчення математики та фізики. Коли розпочалася війна між Голландією і Францією, він вступив волонтером до голландської армії, а після закінчення війни віддався вивченню науки, побував в Англії, де познайомився з Генрі Олденбургом, вченим секретарем Лондонського королівського товариства.
Прибувши в 1675 році в Париж, він, за рекомендацією Ольденбурга, познайомився там з Лейбніцем, якому повідомив про своє перше дослідження з алгебри. Пізніше, в 1683 році, це дослідження було надруковано в «Acta eruditorum» під заголовком: «Methodus auferendi omnes terminos intermedios ex data equatione», тобто метод видалення всіх проміжних членів з даного алгебраїчного рівняння. Передбачається, що дане алгебраїчне рівняння n-го степеня з n + 1 членами. За допомогою допоміжного рівняння (n-1) -го степеня, що містить у собі іншу невідому величину, з цих двох рівнянь складалося нове рівняння, яке складалося лише з двох членів: n-го степеня введеної невідомої величини і постійного члена. Таким шляхом, чисто алгебраїчним, автор намагався вирішити алгебраїчне рівняння будь-якого ступеня. Застосування цього методу до рівнянь 3-го і 4-го степеня виявлялося вдалим, але вже Лейбніц сумнівався, щоб таким чином можна було вирішити рівняння 5-го степеня (див. теорема Абеля — Руффіні).
У творі під назвою: «Medicus mentis seu tentamen genuina logicae, in qua disseritur de methodo detegendi incognitas veritates» (Амстердам 1687 і Лейпциг, 1695), присвяченому логіці та філософії, автор розглядає властивості кривих ліній з багатьма фокусами, вказує способи креслення цих кривих за допомогою ниток і визначає напрямки дотичних до цих прямим. Йому ж належать дослідження властивостей запальних (катакаустичних) кривих, утворених паралельними променями, відбитими від сферичних увігнутих дзеркал і від дзеркал, меридіанний перетин яких є циклоїда. Метод Чирнгауза в теорії алгебраїчних рівнянь і його дослідження про каустичних кривих були відзначені Французькою академією наук, яка прийняла його в число іноземних членів.
Після 1681 року Чирнгауз довго жив у Саксонії, де за підтримки з боку курфюрста, заснував три скляних заводи, які виготовляли оптичні скельця небачених до того часу розмірів. Найбільше увігнуте дзеркало (з міді), ним влаштоване, мало 3 лейпцизьких ліктя в діаметрі і 2 фути фокусної відстані. Виготовленням і застосуванням надзвичайно великих фокусуючих дзеркал і лінз вдалося проводити новаторські фізичні і хімічні досліди; наприклад, італійські фізики Аверані і Тарджіоні у Флоренції вперше довели горючість алмазу в 1694 і 1695 роках.

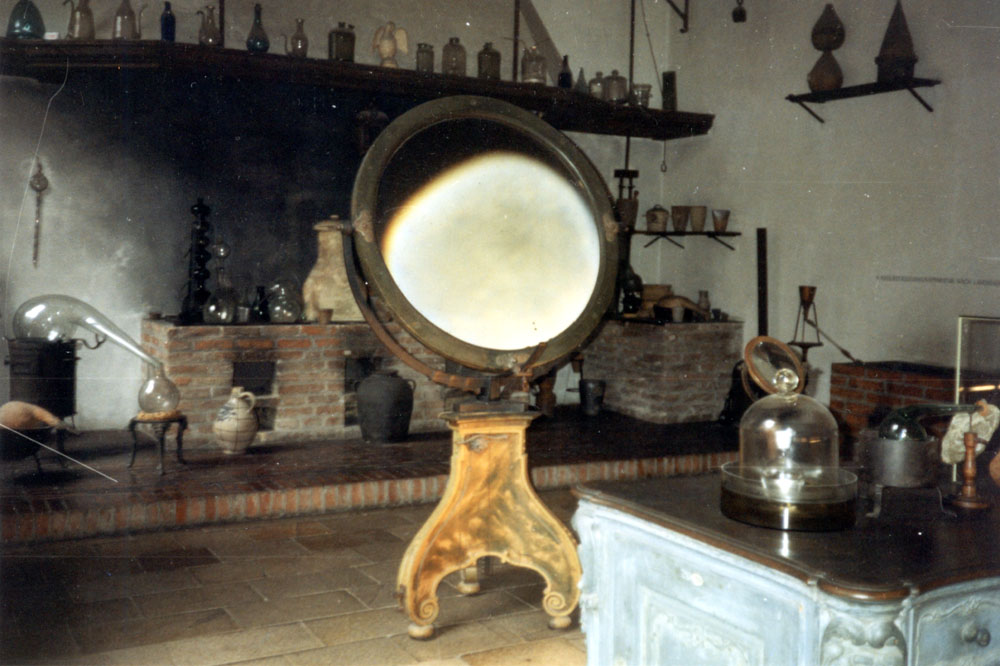
Запальне скло Чирнгауза, Німецький музей (Мюнхен).

Чирнгаус був винахідником європейської білої порцеляни, однак після його смерті в 1708 році лаври дісталися Йогану Беттгеру.

## Теорія пізнання
У творі «Medicina mentis sive artis inveniendi praecepta generalia», що вийшов вперше в 1687 році, Чирнгауз бажає дати ars inveniendi — мистецтво наукового пізнання реальних речей, а не тільки мистецтво поєднання слів. Основу будь-якого пізнання він бачить, разом з Декартом, в достовірності свідомості, виправданою внутрішнім досвідом, але внутрішній досвід підтверджує ще й те, що деякі стани нам приємні, а інші ні, що ми дещо можемо зрозуміти, а інше — ні, нарешті, що ми маємо сприйняття і уявлення про зовнішні предмети. У цих фактах Чирнгауз бачить основу пізнання взагалі, основу моралі, основу раціонального та емпіричного пізнання зокрема. Завдання науки полягає у виведенні часткового із загального; отже, метод її — дедукція. Матеріал науки — поняття. Робота науки над поняттями виражається в трьох аспектах: так як матеріал науки — поняття розуму, а не перцепції уяви, то перший аспект виявляється в правильному означенні, другий — у виведенні з означень аксіом, третій — в переході від з'єднання означень до теорем. Отриману таким шляхом систему знання Чирнгауз називає фізикою або наукою про світ. «Під фізикою я не розумію нічого іншого, як науку про світ, яка доведена a priori — точним математичним методом, і a posteriori — очевидними дослідами, які переконують уяву».
Теорії індукції або досвіду Чірнгауз не дав, але виклав, що він розуміє під визначенням, аксіомою і теоремою. «Визначення є перше (основне) поняття речі або перше, що розуміється в речі». Три особливості Чірнгауз зазначає в означенні. По-перше, означення залежать від нас; так, наприклад, ми помічаємо, що рух не може бути представлено без рухомості, рухомість — без довжини; отже, довжина є те перше, без чого не може бути зрозумілим рух. По-друге, означення речі містить в собі і її виникнення. Хто має правильне означення кола або сміху, той в цьому означенні має і саму річ. Ця думка знаходиться в повній відповідності з духом раціоналізму XVII століття, який ототожнює causa і ratio, причину і підставу. По-третє, правильне означення виключає будь-який сумнів в достовірності  поняття, яке означається. Чирнгауз дає досить докладні вказівки щодо утворення означень і від них переходить до аксіом. Аксіомами він називає істини, виведені з означень; внаслідок цього питання про те, чи належить відоме положення до числа аксіом, залежить виключно від означень, шляхом яких ми досягаємо правильних понять. Якщо ми утворили ряд правильних означень, то для розвитку знання ми повинні поєднувати їх між собою; таким чином виникають теореми. Те, що раніше приймалося за самостійний елемент (natura), може виявитися елементом залежним — і навпаки, може статися, що з такого з'єднання виникне новий елемент, або нова можливість, або нова істина. Істини, отримані таким шляхом, Чирнгауз називає теоремами. З наведеного ясно, що «Medicina mentis» належить до числа тих творів, які мають на увазі докладніше встановити логіку і методологію раціоналістичної філософії.